# Hemileius minimus
Hemileius minimus är en kvalsterart som beskrevs av Lee 1989. Hemileius minimus ingår i släktet Hemileius och familjen Hemileiidae. Inga underarter finns listade i Catalogue of Life.